# Dayle Coleing
Dayle Edward Coleing (* 23. Oktober 1996 in Gibraltar) ist ein gibraltarischer Fußballspieler. Seit 2014 spielt er für den Lincoln Red Imps FC in der gibraltarischen ersten Liga.

## Karriere
Coleing begann seine Karriere beim Manchester 62 FC. Im Januar 2014 wechselte er zum Lincoln Red Imps FC, mit dem er 2015 die zweite Runde der Champions-League-Qualifikation 2015/16 erreichte.

## Nationalmannschaft
2013 spielte Coleing erstmals für die nationale U-19-Mannschaft. Im Oktober 2014 stand er gegen Irland erstmals im Herrenkader. Im September 2019 gab er bei einer 0:6-Niederlage gegen Dänemark sein Länderspieldebüt.